# 성우 라디오의 속사정
《성우 라디오의 속사정》(일본어: 声優ラジオのウラオモテ 세이유 라지오노 우라 오모테[*])은 니가츠 코우에 의한 일본의 라이트 노벨이다. 일러스트 담당은 사바 미조레(본편)과 마키모토 유메미(스핀오프)가 담당했다. 전격 문고(KADOKAWA)에서 2020년 2월부터 간행되고 있다.
본작은, 2019년에 행해진 제26회 전격 소설 대상의 대상 수상 작품이다. 2022년 6월 시점에서 시리즈 누계 발행 부수는 20만 부를 돌파했다. 《이 라이트 노벨이 대단해! 2021》에서는 본작이 문고 부문에서 15위, 신작 부문에서 8위에 랭크했다. "독자 미터 OF THE YEAR 2020 라이트 노벨 부문"에서는, 본작이 제1위에 랭크인했다.

## 줄거리
성우 우타타네 야스미로서 활동하고 있는 여고생 사토 유미코는, 마찬가지로 성우인 유우구레 유우히와의 라디오 프로그램의 퍼스널리티에 발탁된다. 라디오 1회째의 수록을 위해 수록 스튜디오를 방문한 유미코 앞에 나타난 것은, 그 날 학교에서 논쟁을 한 상대이며, 유미코처럼 성우를 하고 있는 것을 숨기고 황혼 석양으로서 활동하고 있는 클래스 메이트 와타나베 치카였다. 유우구레 유우히과 우타타네 야스미가 같은 고등학교에 다니고 있다는 이유로 기획된 라디오 프로그램이었지만, 험악한 분위기 속에서 프로그램 수록은 시작된다.
성격은 어쩔 수 없이 입을 열면 상대를 매도하는 두 사람이지만, 라디오, 애니메이션, 이벤트에서 공연해 트러블을 극복해 가는 가운데 서로를 라이벌로서 강하게 의식하게 되어 간다.
성우로서는 활약하고 있지만, 평상시의 일상과는 멀리 떨어진 캐릭터를 연기하고 있는 고교생 성우들이 만들어내는 이야기. 두 사람 모두 일에 걸리는 열정은 사람 한 명의 성우로서 일 중에는 거의 완벽하게 캐릭터를 연기하지만, 수록 후 원래 상태로 돌아온다.

## 등장인물

### 성우
우타타네 야스미(歌種 やすみ)/사토 유미코(佐藤 由美子)
성우 - 이토 미쿠(콜라보 라디오·PV·TV 애니메이션)
본작의 주인공 중 한 명. 고등학교 2학년→3학년. 건강하고 귀여운 계의 캐릭터 설정이지만, 실태는 갸루계 여자.
성우 사무소 초코 브라우니 소속, 10월 12일생.
데뷔한 지 3년째지만, 최근에는 오디션에 붙지 않아 번민한 나날을 보내고 있다.
사고로 아버지는 타계했고, 스낵에서 일하는 어머니와 외가인 외가에서 둘이서 살고 있다. 요리가 특기. 여아용 인기 애니메이션 마법사 프리티어 시리즈에 출연하는 것이 꿈. 치카에 대해 반발하고 있는 반면, 유우구레 유우히의 실력은 인정하고 있다.
유우구레 유우히(夕暮 夕陽)/와타나베 치카(渡辺 千佳)
성우 - 토요타 모에(콜라보 라디오·PV·TV 애니메이션)
본작의 주인공 중 한 명. 고등학교 2학년→3학년. 천연계 성우라는 캐릭터 설정이지만, 실태는 학교에서는 눈에 띄지 않는 수수한 존재.
성우 사무소 블루 크라운 소속, 3월 15일생.
데뷔한 지 2년 만에 최근에는 서서히 두각을 나타내고 있다.
부모는 이혼했고 변호사인 어머니와 고층 아파트에 둘이 살고 있다.요리는 매우 서투르다. 카미시로 감독이 만들어내는 중후한 세계관으로 정평이 나 있는 애니메이션통칭 '카미시로 애니메이션의 팬이며, 카미시로 애니메이션에의 출연을 목표로 하고 있다. 유미코에 대해 반발하고 있는 반면, 우타타네 야스미의 실력은 인정하고 있다.
사쿠라나미키 오토메(桜並木 乙女)
성우 - 하세가와 이쿠미
다수의 애니메이션에 출연하는 인기 성우. 21세.
성우 사무소 트리니티 소속, 4월 14일생.
텔레비전 애니메이션 '자주빛의 하늘의 아래에서'(紫色の空の下で)에서는 세 자매의 장녀 역을 맡아, 차녀 역의 유우히·삼녀 역의 야스미와 함께 하트 타르트라고 하는 유닛을 결성해 CD의 릴리스 이벤트 등에서 함께 활동한다. 이전에 '토라베루★우인타즈'(とらべる★ういんたーず)라고 하는 애니메이션 작품에서 야스미와 공동 출연하고 있어, 유미코는 작중과 마찬가지로 '언니'라고 부르며, 사적으로도 친교가 있다.
유비사키 메쿠루(柚日咲 めくる)
성우 - 토야마 나오
사쿠라나미키 오토메와는 동기, 유우히에게 있어서는 사무소의 선배. 본명은 '후지이 안나(藤井 杏奈)'. 소설 2권부터 등장.
성우 사무소 블루 크라운 소속, 2월 14일생.
애니메이션 출연 수는 많지 않지만, 토크나 MC로 정평이 나 있어 복수의 라디오에서 오랫동안 퍼스낼리티를 맡고 있다. 겉으로는 예전의 유우히과 야스미의 행동이 거슬리고 싫어하지만, 사적으로는 오타쿠이자 유우히과 야스미의 팬이다.
타카하시 유이(高橋 結衣)
유미코(由美子)와 치카(千佳)의 2살 연하로 데뷔 2년째.
유우히과 같은 성우 사무소 블루 크라운 소속.
익숙하지 않을 것 같다는 이유로 예명이 아닌 본명으로 활동하고 있으며, 안팎이 없는 밝은 성격이다. 치카를 사숙한 연기로 오디션을 봤을 때, 같은 역으로 오디션을 보고 있던 치카가 떨어져, 자신이 합격해 버린 것을 신경쓰고 있었지만, 쉬면서 유우히의 연기에 분발하게 되어 서로 절차탁마해 가게 된다.
오하나 카자리(御花 飾梨)
유미코와 치카보다 1세 연상의 19세이지만, 데뷔 1년째의 신인. 소설 6권부터 등장.
후타바 민트(双葉 ミント)
11세의 초등학교 5학년이지만, 예력은 8년째로 유미코와 치카보다 훨씬 길다.
다이키치연예 소속으로 소설 6권부터 등장한다.
하고로모 마토이(羽衣 纒)
카자리와 마찬가지로 데뷔 1년째의 신인이지만, 나이는 25세로 한층 더 연상. 소설 6권부터 등장.
성우 사무소 나라시노 프로덕션 소속.

### 라디오 관계자
아사카 미레이(朝加 美玲)
성우 - 후쿠엔 미사토
방송 작가. 20대 중반 여성. 유우히와 야스미가 퍼스널리티를 맡는 '유우히와 야스미의 고교생 라디오!'를 담당. 생활은 바쁘고 라디오 수록 현장에 머리카락에 잠버릇이 붙은 채로 나타나기 때문에 유미코로부터 여자력의 없음을 지적받고 있다. 유미코와 치카의 험악한 관계가 라디오 수록에 영향을 주지 않도록 다양한 방법으로 팔로우한다.
오오이데(大出)
성우 - 야스무라 마코토
감독. 40대 중반의 남성. 유우히와 야스미가 같은 고등학교에 다니고 있는 것을 알고, 급히 시작하게 된 라디오 기획으로 두 사람이 출연하는 프로그램을 기획한다.

### 사무소 관계자
카가사키 링고(加賀崎 りんご)
성우 - 코시미즈 아미
야스미의 매니저. 정장을 입고 선글라스가 어울리는 여성. 복수의 성우를 담당하고 있기 때문에 유미코와 직접 만나거나 현장에 동행하는 일은 많지 않지만, 트러블이 발생했을 때는 곧바로 전화를 하고, 유미코가 연기로 고생했을 때는 사무소에서 연기 보고 조언하는 등 유미코를 지원한다.
나루세 슈리(成瀬 珠里)
성우 - 후지타 사키
유우히의 매니저. 소설 2권부터 등장. 몸집이 작은 동안 안경 여자. 침착 없는 언동이지만 매니저로서는 우수하고, 유우히을 비롯해 팔리는 성우를 복수 담당하고 있다. 외형에 반해 가가사키보다 연상이다.

### 그 외
카와기시 와카나(川岸 若菜)
성우 - 시마부쿠로 미유리
유미코의 클래스메이트이자 친구. 유미코처럼 스커트는 짧고, 메이크업도 갖추어져 있다. 유미코를 놀이에 초대하거나 고민하고 있는 것을 알아보고 상담 상대가 되려고 한다. 또, 클래스메이트에 남녀를 불문하고 신속하게 접하고 있다.
키무라(木村)
성우 - 우메다 슈이치로
유미코의 클래스메이트인 남자. 애니메이션과 여성 성우의 팬. 그가 학교에 반입하고 있던 유우구레 유우히의 사진이 담긴 받침이 치카의 눈에 머물러 유미코와 치카의 논쟁의 계기가 된다.

## 서지 정보
- 니가츠 코우(저)·시바 미조레(일러스트〈본편〉·캐릭터 디자인〈스핀오프[주 1]〉)·마키모토 우메미(일러스트〈스핀오프〉) KADOKAWA 〈전격 문고〉
  - 『声優ラジオのウラオモテ #01 夕陽とやすみは隠しきれない？」2020년 2월 7일 초판 발행(같은 날 발매[5][7]), ISBN 978-4-04-913021-8
  - 『声優ラジオのウラオモテ #02 夕陽とやすみは諦めきれない？』2020년 6월 10일 초판 발행(같은 날 발매[8]), ISBN 978-4-04-913203-8
  - 『声優ラジオのウラオモテ #03 夕陽とやすみは突き抜けたい？』2020년 11월 10일 초판 발행(같은 날 발매[9]), ISBN 978-4-04-913491-9
  - 『声優ラジオのウラオモテ #04 夕陽とやすみは力になりたい？』2021년 2월 10일 초판 발행(같은 날 발매[10]), ISBN 978-4-04-913499-5
  - 『声優ラジオのウラオモテ #05 夕陽とやすみは大人になれない？』2021년 7월 10일 초판 발행(7월 9일 발매[11]), ISBN 978-4-04-913860-3
  - 『声優ラジオのウラオモテ #06 夕陽とやすみは大きくなりたい？』2021년 12월 10일 초판 발행(같은 날 발매[12]), ISBN 978-4-04-914132-0
  - 『声優ラジオのウラオモテ #07 柚日咲めくるは隠しきれない？』2022년 6월 10일 초판 발행(같은 날 발매[2]), ISBN 978-4-04-914449-9
  - 『声優ラジオのウラオモテ #08 夕陽とやすみは負けられない？』2023년 1월 7일 발매[13], ISBN 978-4-04-914680-6
  - 『声優ラジオのウラオモテ #09 夕陽とやすみは楽しみたい？』2023년 12월 8일 발매[14], ISBN 978-4-04-915072-8
  - 『声優ラジオのウラオモテ #10 夕陽とやすみは認められたい？』2024년 4월 10일 발매[15], ISBN 978-4-04-915595-2
  - 『声優ラジオのウラオモテ DJCD』2024년 4월 10일 발매[16], ISBN 978-4-04-915138-1
  - 『声優ラジオのウラオモテ #11 夕陽とやすみは一緒にいられない？』2024년 6월 7일 발매[17], ISBN 978-4-04-915597-6

## TV 애니메이션
2022년 12월 21일에 텔레비전 애니메이션화가 발표되어, 2024년 4월부터 6월까지 AT-X 등에서 방송되었다.

### 스태프
- 원작 - 니가츠 코우
- 원작 일러스트 - 사바 미조레
- 감독 - 타치바나 히데키
- 시리즈 구성 - 오오치 케이이치로
- 캐릭터 디자인·총작화 감독 - 타키모토 쇼코
- 미술 감독 - 모로쿠마 미치코
- 색채 설계 - 츠키노 에리카
- 3D 감독 - 사이토 타케시
- 촬영 감독 - 야나기다 타카시
- 편집 - 센도 마키
- 음향 감독 - 츠치야 마사노리
- 음악 - 히로카와 케이이치, 타카하시 쿠니유키
- 음악 제작 - 일본 컬럼비아
- 프로듀서 - 콘도 치아키, 아나미 히로시, 타무라 나호, 오가사와라 유키, 쿠보타 아카츠키, 니시마에 슈카, 오자와 후미히로
- 애니메이션 프로듀서 - 카토 아키라
- 애니메이션 제작 - CONNECT
- 제작 - 성우 라디오의 속사정 제작위원회(일본 컬럼비아, KADOKAWA, 해피넷 팬텀스튜디오, 무빅, BS닛폰, AT-X, 스튜디오 마우스, THE KLOCKWORX)

### 주제가
Now On Air
이토 미쿠에 의한 오프닝 테마. / 작사 - 츠무기 샤치 / 작곡 - 유메미 쿠지라 / 편곡 - 오오사와 케이이치
STAND BY YOU
우타타네 야스미(이토 미쿠), 유우구레 유우히(토요타 모에)에 의한 엔딩 테마. / 작사·작곡·편곡 - RYO OGAWA
흔들리는 사랑 흔들흔들!(揺れ恋ゆららか!)
우타타네 야스미(이토 미쿠), 유우구레 유우히(토요타 모에)에 의한 삽입곡. / 작사·작곡·편곡 - 히로카와 케이이치
벚꽃색(さくらいろ)
하트타르트에 의한 삽입곡. / 작사·작곡·편곡 - 히로카와 케이이치

### 방영 목록
| 화수   | 제목                                                               | 각본              | 그림 콘티           | 연출                          | 작화 감독                                                                                 | 방송일          |
| ------ | ------------------------------------------------------------------ | ----------------- | ------------------- | ----------------------------- | ----------------------------------------------------------------------------------------- | --------------- |
| 제1화  | 夕陽とやすみは隠しきれない? 유우히와 야스미는 끝까지 숨길 수 없어? | 오오치 케이이치로 | 타치바나 히데키     | 타치바나 히데키               | 타키모토 쇼코                                                                             | 2024년 4월 10일 |
| 제2화  | 夕陽とやすみとユニットと 유우히와 야스미와 유닛과                  | 오오치 케이이치로 | 타치바나 히데키     | 야마모토 류타                 | 오오이시 켄지 한민기 오카노 유키오                                                        | 4월 17일        |
| 제3화  | 夕陽とやすみとお泊まりと 유우히와 야스미와 외박과                  | 오오치 케이이치로 | 타치바나 히데키     | 스즈키 마사히코               | 하야시 카나 토요타 료 타카하시 코헤이 나카야마 카즈코 Facu Escobedo studioBANHUI          | 4월 24일        |
| 제4화  | 夕陽とやすみは隠しきれない 유우히와 야스미는 끝까지 숨길 수 없어   | 오오치 케이이치로 | 타치바나 히데키     | 모리타 게이세이               | 카와조에 아키코                                                                           | 5월 1일         |
| 제5화  | 夕陽とやすみはまだまだ続く? 유우히와 야스미는 아직 계속돼?         | 야마다 유카       | 니헤이 유이치       | 모리타 게이세이               | 하시모토 마키 이마사토 케이코 후지이 무스비                                               | 5월 8일         |
| 제6화  | 夕陽とやすみは絶体絶命? 유우히와 야스미는 절체절명?                | 야마다 유카       | 스기시마 쿠니히사   | 야마모토 류타                 | 오오이시 켄지 한민기 오카노 유키오                                                        | 5월 15일        |
| 제7화  | 夕陽とやすみは認めきれない 유우히와 야스미는 끝까지 포기 못 해     | 야마다 유카       | 타케노우치 카즈히사 | 야노 타카노리                 | 하야시 카나 카와조에 아키코 타카시나 마사토 이마사토 케이코 일영공방                      | 5월 22일        |
| 제8화  | 夕陽とやすみと不機嫌と 유우히와 야스미와 불쾌감과                  | 오오치 케이이치로 | 시바타 타쿠미       | 시바타 타쿠미                 | 하시모토 마키 이마사토 케이코 후지이 무스비 일영공방                                      | 5월 29일        |
| 제9화  | 夕陽とやすみとクリスマス 유우히와 야스미와 크리스마스              | 야마다 유카       | 타치바나 히데키     | 모리타 게이세이               | 카와조에 아키코 후지이 무스비 이마사토 케이코 토이 카즈키 하시모토 마키                   | 6월 5일         |
| 제10화 | 夕陽とやすみとめくると乙女 유우히와 야스미와 메쿠루와 오토메       | 야마다 유카       | 스기시마 쿠니히사   | 야마모토 류타                 | 이카이 카즈유키                                                                           | 6월 12일        |
| 제11화 | 夕陽とやすみとアフレコと 유우히와 야스미와 녹음과                  | 오오치 케이이치로 | 니헤이 유이치       | 하기와라 유리 야마모토 타츠미 | 이와나가 료타 나카야마 카즈코 후지이 무스비 이마사토 케이코 하시모토 마키 타카시나 마사토 | 6월 19일        |
| 제12화 | 夕陽とやすみは突き抜けたい 유우히와 야스미는 벽을 뚫고 싶어        | 오오치 케이이치로 | 타치바나 히데키     | 타치바나 히데키               | 니와 노부노리 후지이 무스비 나가노 미하루 하시모토 마키 토이 카즈키 후루카와 히데키       | 6월 6일         |

### 내용주
1. 1 2  《성우 라디오의 속사정 DJCD》

### 참조주
1. ↑  “第26回電撃小説大賞 受賞作 特集サイト”. KADOKAWA. 2024년 2월 14일에 확인함.[깨진 링크(과거 내용 찾기)]
2. 1 2  “声優ラジオのウラオモテ #07 柚日咲めくるは隠しきれない？”. KADOKAWA. 2022년 6월 10일에 확인함.
3. ↑  このラノ2021 2020, 35, 44, 78쪽.
4. ↑  bunko_dengeki의 트윗 (1350331048417058817)
5. 1 2 3 4 5  “第26回電撃小説大賞《大賞》受賞作『声優ラジオのウラオモテ』スペシャルムービーなど一挙展開　2月7日に堂々発売へ”. 《ラノベニュースオンライン》. Days. 2020년 1월 31일. 2020년 7월 26일에 확인함.
6. 1 2  アニメージュ2023/09, 140쪽.
7. ↑  “声優ラジオのウラオモテ #01 夕陽とやすみは隠しきれない？”. KADOKAWA. 2020년 8월 6일에 확인함.
8. ↑  “声優ラジオのウラオモテ #02 夕陽とやすみは諦めきれない？”. KADOKAWA. 2020년 8월 6일에 확인함.
9. ↑  “声優ラジオのウラオモテ #03 夕陽とやすみは突き抜けたい？”. KADOKAWA. 2020년 11월 10일에 확인함.
10. ↑  “声優ラジオのウラオモテ #04 夕陽とやすみは力になりたい？”. KADOKAWA. 2021년 2월 10일에 확인함.
11. ↑  “声優ラジオのウラオモテ #05 夕陽とやすみは大人になれない？”. KADOKAWA. 2021년 7월 9일에 확인함.
12. ↑  “声優ラジオのウラオモテ #06 夕陽とやすみは大きくなりたい？”. KADOKAWA. 2021년 12월 10일에 확인함.
13. ↑  “声優ラジオのウラオモテ #08 夕陽とやすみは負けられない？”. KADOKAWA. 2023년 1월 7일에 확인함.
14. ↑  “声優ラジオのウラオモテ #09 夕陽とやすみは楽しみたい？”. KADOKAWA. 2023년 12월 8일에 확인함.
15. ↑  “声優ラジオのウラオモテ #10 夕陽とやすみは認められたい？”. KADOKAWA. 2024년 4월 10일에 확인함.
16. ↑  “声優ラジオのウラオモテ DJCD”. KADOKAWA. 2024년 4월 10일에 확인함.
17. ↑  “声優ラジオのウラオモテ #11 夕陽とやすみは一緒にいられない？”. KADOKAWA. 2024년 6월 7일에 확인함.
18. ↑  【公式】声優ラジオのウラオモテ [sayyouradio_prj] (2022년 12월 21일). “#声優ラジオのウラオモテ TVアニメ制作決定” (트윗). 2022년 12월 11일에 확인함.
19. ↑  《「声優ラジオのウラオモテ」最新8巻発売記念特番‼コーコーセーラジオ‼in Xmas 2022》 (YouTube). 電撃文庫チャンネル. 2022년 12월 21일. 2022년 12월 21일에 확인함.
20. ↑  “伊藤美来＆豊田萌絵出演、アニメ「声優ラジオのウラオモテ」2024年に放送”. 《コミックナタリー》. ナターシャ. 2023년 7월 15일. 2023년 7월 15일에 확인함.